# Сальтоа, Сьюирур
Сью́ирур Сальто́а (фар. Sjúrdur Saltá; род. 8 февраля 2007 года в Торсхавне, Фарерские острова) — фарерский футболист, игрок второй команды клуба «НСИ».

## Клубная карьера
Сьюирур начинал карьеру в системе «Б36», откуда позднее перебрался в юношескую команду «Б68». 25 апреля 2023 года он дебютировал за вторую команду тофтирцев, заменив Хельги Йоханнесена на 83-й минуте матча первого дивизиона против «Б71». 1 сентября в поединке с «Хойвуйком» игрок забил свой первый гол в карьере. В составе главной команды «Б68» Сьюирур впервые появился 29 октября того же года, выйдя на замену на 90-й минуте вместо Хануса Хёйгора в последнем туре фарерской премьер-лиги с фуглафьёрдурским «ИФ». В сезоне-2024 игрок продолжил выступления за резервный состав тофтирцев во втором дивизионе, также привлекаясь к тренировкам и матчам клубной основы на высшем уровне.
В 2025 году Сьюирур перешёл из «Б68» в рунавуйкский «НСИ» и начал выступления за вторую команду этого клуба.

## Международная карьера
В 2021 году Сьюирур вызывался в состав юношеской сборной Фарерских островов (до 15 лет). 4 мая 2023 года он дебютировал в рядах юношеской сборной архипелага до 17 лет, приняв участие в товарищеском матче со сверстниками из Молдовы. Всего в этой возрастной категории игрок принял участие в 7 международных встречах.